# Давыдовское Малое
Давыдовское Малое — село в Гаврилово-Посадском районе Ивановской области России, входит в состав Шекшовского сельского поселения.

## География
Село расположено на берегу реки Ирмес в 3 км на юго-восток от центра поселения села Шекшово и в 7 км на юго-восток от райцентра города Гаврилов Посад близ автодороги 24Н-284 Суздаль — Гаврилов Посад.

## История
История села тесно связана с историей села Давыдовского Большого, расположенного на другой стороне реки Ирмес. В старинные времена оба села, вероятно, составляли один приход и одно село Давыдовское. По крайней мере в древних документах XV века упоминается одно Давыдовское и значится вотчиной Великого князя Московского. Великий князь Василий Васильевич в 1462 году своей духовной грамотой завещал Давыдовское своей супруге Марии Ярославовне. Когда произошло разделение Давыдовского на два села не известно, но в XVII столетии уже существовало два Давыдовских. В XVIII и XIX веках Малое Давыдовское принадлежало фамилии помещиков Киреевских. О существовании в XVII столетии церкви в Давыдовском Малом свидетельствуют сохранившиеся богослужебные книги, изданные при Патриархе Никоне. Новая деревянная церковь была построена в 1731 году. В 1866 году на месте ветхой деревянной на средства прихожан была построена каменная церковь. В 1871 году к ней пристроена каменная колокольня. В церкви было два престола: в холодной — в честь Покрова Пресвятой Богородицы, в теплом приделе — во имя святых мучеников Флора и Лавра. В 1893 году в Малом Давыдовском числилось 35 дворов, мужчин — 140, женщин — 150. В селе существовала школа грамотности.
В конце XIX — начале XX века село входило в состав Бородинской волости Суздальского уезда Владимирской губернии.
С 1929 года село входило в состав Подолецкого сельсовета Гаврилово-Посадского района, с 1954 года — в составе Шекшовского сельсовета, с 2005 года — в составе Шекшовского сельского поселения.

## Население
| 1859 | 1905 | 2010 |
| ---- | ---- | ---- |
| 259  | ↗313 | ↘11  |

## Достопримечательности
В селе расположена недействующая Церковь Покрова Пресвятой Богородицы (1866)